# Cultura de Iztapalapa

## Tradición oral I
Los relatos que se presentan a continuación son del dominio público en algunas zonas de Iztapalapa.

### El Señor de La Cuevita
El Señor de La Cuevita es uno de los patronos de Iztapalapa. Se cuenta que los señores de Etla (en Oaxaca) venían a la Ciudad de México, cargando la imagen de su santo patrón para llevarlo a reparar. Se trataba de una escultura de Jesucristo yacente en el sepulcro. Una de las muchas noches que pernoctaron a campo abierto en su largo camino, tuvieron que quedarse en una cueva del cerro de la Estrella.
Al día siguiente, cuando querían emprender nuevamente su camino rumbo a México, al intentar levantar la imagen, ésta pesaba tanto que no la podían levantar. Lo intentaron varias veces más, y lo mismo: no podían cargar con ella. Hasta con la ayuda de los residentes. Entonces, ellos interpretaron que la imagen quería quedarse en la cueva, y la donaron al pueblo de Iztapalapa que le construyó una ermita en el lugar.
Muchos años después, a mediados del siglo XIX, Iztapalapa padeció una epidemia de cólera. Entonces el pueblo invocó al Señor de La Cuevita y milagrosamente fue salvado de la catástrofe. En agradecimiento, los iztapalapenses le construyeron un santuario, que sustituyó a la vieja ermita, y prometieron, como manda, representar en Semana Santa la Pasión, lo cual se ha venido haciendo casi sin interrupción desde aquella época (sólo fue suspendida por la Revolución).

### El Templo del Fuego Nuevo en el Huixachtécatl (Cerro de la Estrella)
Uno de los centros ceremoniales más importantes, ya que ahí fue celebrado el último “Fuego Nuevo” de la época prehispánica por el imperio tenochca, en 1507.
Se ubica en el Huixachtécatl, hoy conocido como Cerro de la Estrella, se localiza en el sur de la Cuenca de México dentro de la demarcación política de la Delegación Iztapalapa, en el Distrito Federal. Consiste en una formación de origen volcánico que se eleva desde 2,240 hasta 2,460 m s. n. m. En la parte más alta del Cerro se encuentra el Templo del “Fuego Nuevo” o Toxiuhmopolli, dominando visualmente a la Ciudad de México
La solemne ceremonia:
De acuerdo con las investigaciones, los colhuas fueron los primeros en utilizar la cima del cerro para realizar la ceremonia del Fuego Nuevo o; las fuentes históricas señalan que en este lugar se llevaron a cabo cuatro de estas ceremonias; en 1351, 1403, 1455 y 1507. La gran Tenochtitlan fue vencida por las huestes españolas antes de que la quinta de ellas pudiera realizarse.
Para los antiguos Aztecas, cada ciclo de 52 años en la antigua Tenochtitlan, el mundo estaba en peligro de dejar de existir si el sol no se levantará de nuevo, al atardecer del día último del ciclo, todos los fuegos eran apagados, se arrojaban al agua efigies de los dioses y se ocultaba a mujeres y niños. Vestidos con ropajes que encarnaban a los dioses, los sacerdotes subían a la cima del «Cerro de la Estrella», en Iztapalapa, eran los indicados para iniciar un fuego nuevo, mientras esperaban a que las Pléyades pasaran por el cénit, momento en el que, según la creencia, el mundo corría peligro inminente de destrucción aunque en tiempos más antiguos parece ser que Venus poseía también un papel trascendental en este tipo de ceremonias. Se evitaba la catástrofe si se ofrecía un sacrificio humano, arrancando el corazón de una víctima bien nacida, en cuyo pecho un simulacro de incendio daba vida a un nuevo fuego y, por analogía, a un nuevo ciclo de 52 años, se quemaban o destruían los artículos de guerra y personales ya que el fuego nuevo para ellos era renovación. Se arrojaban antorchas a la hoguera humana y se llevaban después al Templo Mayor, en Tenochtitlán, y a continuación a los templos y ciudades a orillas del lago que rodeaba la isla de la capital.
Se cree que otro motivo por el cual se celebraba en estas fechas es la conjunción del Fuego Nuevo con la fecha de 2 Caña en la que se celebraba el nacimiento de Huitzilopochtli. Los mexicas aseguraron que se vinculara el nuevo ciclo de 52 años con el glorioso nacimiento de su dios patrono al amanecer.
La última celebración prehispánica incluyó la inauguración de lo que fue llamado el suntuoso Ayauhcalli, mandado a construir por Moctezuma II en la cima del Huixachtécatl para dicha cebración. El Ayauhcalli o "casa de la niebla" era un lugar de veneración a las deidades acuáticas y agrícolas hoy es actualmente conocido como el “Templo del Fuego Nuevo”
Aun en nuestros tiempos se sigue celebrando este importante ritual, por tal motivo el Templo tiene gran importancia, ya que el lugar contiene numerosos vestigios arqueológicos tanto en el lugar como en sus alrededores los cuales aún siguen sorprendiendo a arqueólogos e historiadores.

### El Señor del Calvario
El Señor del Calvario, es el Santo Patrono del Pueblo de Culhuacán y sus 8 Barrios. Según la tradición, esta imagen del santo entierro tuvo su aparición en una cueva a faldas del cerro de la estrella, debido al inmemorable tiempo de dicho hecho, no se tiene fecha de este milagroso acontecimiento.
La leyenda cuenta, que un día, unos canteros traían agua de algún pozo algo lejano, así que decidieron tomar un descanso frente al convento de San Juan Evangelista; después se percataron que detrás de ellos entre los arbustos y árboles que rodeaban al convento, salían rayos luminosos, así que decidieron averiguar qué es lo que pasaba. Cuando lograron llegar hasta el lugar de donde provenían dichos rayos, se dieron cuenta de que salían de una cueva.
Pronto decidieron quitar las rocas que impedían el acceso, hasta que se toparon con una puerta muy bella hecha de madera y en ella se encontraban talladas varias figuras de ángeles. Al quitar la puerta vieron en la cueva una resplandeciente imagen de un Cristo del Santo entierro, de inmediato dieron aviso a los habitantes del pueblo, quienes llegaron a venerar la hermosa imagen, a quien decidieron llamarle "El Señor del Calvario".
La aparición de dicho santo se expandió por los alrededores, principalmente en el Pueblo de Tomatlán y El Pueblo de Xochimilco. Al principio se improvisó una iglesia dentro de la cueva donde se le veneraba, y ya con el tiempo a mediados del siglo XIX se le construyó su iglesia sobre un basamiento prehispánico, a la que se le dejó añadida la cueva.
Actualmente la veneración del Señor del Calvario es de suma importancia para los habitantes de Culhuacán, y desde inmemorables tiempos giran tradiciones alrededor de esta imagen, las cuales aún se siguen conservando. La fiesta patronal de este santo es durante los días 4,5 y 6 de agosto, aunque también se le celebra en otras ocasiones, como el domingo de Pentecostés y en la famosa Fiesta de la Santísima Trinidad, a la que llegan a venerarlo el pueblo de Xochimilco y los Barrios de Tomatlán....

### El Señor de Las Misericordias

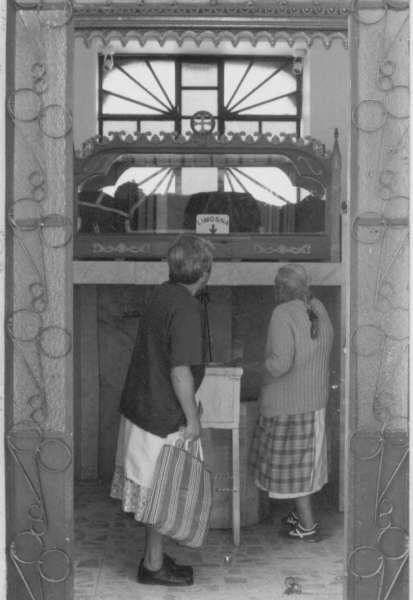
Capilla de El Pocito, en San Lorenzo Tezonco.

De un modo similar a lo ocurrido en Iztapalapa, los habitantes de San Lorenzo Tezonco recuerdan que el Señor de la Misericordia los salvó de una epidemia muy fuerte, que afectaba a los pueblos lacustres del valle de México. Los tezonqueños invocaron de igual manera la imagen de la ermita del lugar para que los librara de la epidemia. Entonces, milagrosamente, entre la basura, brotó al pie de un ahuehuete frente al templo un manantial de agua cristalina. Se interpretó como el favor divino, y la gente dio a beber a los enfermos de ella, y quedaron curados.
La fama del milagro se extendió a otras poblaciones cercanas, como Tláhuac, Zapotitlán y Milpa Alta, afectadas por la misma epidemia, y acudieron de todos estos sitios los enfermos a tomar el agua milagrosa de Tezonco. En agradecimiento, la ermita fue derribada para construir la parroquia actual. En el sitio donde brotó el manantial (todavía vivo en nuestros días), se construyó una pequeña capilla (El Pocito), a la que acude la gente a pedir por su salud. Los fiscales tezonqueños distribuyen en la actualidad gratuitamente el agua entre las personas que la solicitan.

### Ejidatarios y colonos
La mayor parte de las colonias populares de Iztapalapa fueron fundadas en la segunda mitad del siglo XX. Estos asentamientos fueron formados por inmigrantes provenientes de otros estados de la república. Y llegaban a estos lugares debido a que el valor de los terrenos era sumamente bajo, comparado con otras zonas del Distrito Federal. El pequeño inconveniente de venirse a radicar al oriente era que...
- ...el transporte era muy malo,
- ...no había servicios públicos,
- ...no había trabajo...

...y por si fuera poco, corrían el riesgo de ser defraudados por los propietarios (reales o fingidos) de las tierras. Fueron muchos los fraudes que se cometieron, como el de arcipreste en San Juan, o el de los Valencia en San Lorenzo, así como la expropiación, a precio de risa a los ejidataros de Iztapalapa de Cuitláhuac, de los terrenos donde se construyó la Central de Abastos.
Los campesinos no veían con muy buenos ojos la llegada de los avecindados, porque se robaban (dicen) los productos cultivados. Los campesinos sembraban y los recién llegados se lo comían todo: calabazas, frijoles, elotes... Los ejidatarios de Santa Cruz Meyehualco llegaron a emplear armas para defenderse de los colonos de La Comuna (que hoy se llama colonia Desarrollo Urbano Quetzalcóatl, y que fue fundada por un grupo hermano de los fundadores del Pedregal de Santo Domingo), pero no pudieron con ellos, así que tuvieron que abandonar la agricultura, que, por otro lado, ya no dejaba para comer y vivir decentemente. Y esto siguió pasando hasta que los últimos terrenos fueron fraccionados o vendidos a inmoviliarias para emplearlos en la construcción de unidades habitacionales.

## Festividades en
En Iztapalapa muchas fechas son objeto de celebración. Como ocurre en general para las sociedades occidentales, las celebraciones se articulan básicamente en torno a dos calendarios: uno de carácter religioso, y otro de orden secular.

### Calendario secular
En general, las celebraciones seculares de Iztapalapa no varían mucho de acuerdo con un calendario oficial, que incluye ciertos días de azueto, entre ellos:
- 5 de febrero: Día de la Constitución.....
- 21 de marzo: Natalicio de Benito Juárez
- 5 de mayo: Batalla de Puebla
- 15 y 16 de septiembre: Día de la Independencia
- 20 de noviembre: Día de la Revolución Mexicana

En especial, los días 15 y 16 de septiembre son celebrados en ciertas plazas públicas, claramente aquellas relacionadas con la sede del poder político (el Jardín Cuitláhuac, en el centro; la Plaza de la Juventud, en San Lorenzo Tezonco...). Y esto es más o menos semejante a lo que ocurre en otras partes del país.
Una celebración muy especial, fuera de este calendario, es el 30 de junio. Este día, grupos de danza azteca (como son conocidos popularmente), se reúnen a un costado de la estatua de Cuitláhuac, en el jardín que lleva su nombre, para recordar la Noche Triste, aquella legendaria fecha en que los españoles fueron arrojados de Tenochtitlan por los habitantes de la ciudad al mando del tlatoani Cuitláhuac, originario de la villa de Iztapalapa, y que luego murió trágicamente víctima de la viruela o huey cocoliztli.
Además, se encuentran las fiestas populares que no tienen un matiz religioso, pero sí son sumamente significativas. Entre ellas, se cuenta el 10 de mayo (Día de la madre), el 30 de abril (Día del Niño, o el 14 de febrero (Día del Amor y la Amistad). Estas celebraciones se comparten con el resto de los capitalinos, y por extensión, con buena parte del país.
El Viacrucis de Iztapalapa
El Viacrucis, también conocido como la Pasión de Iztapalapa , tiene lugar durante la Semana Santa y convoca millones de personas que literalmente invaden las callejuelas de los barrios del pueblo desde 1843. Originalmente se hacía la representación como parte de la evangelización para que los indígenas pudieran comprender mejor la pasión de Cristo y posteriormente se volvió un acto de verdadera fe. Para ser elegido como actor, se necesita ser nativo de la delegación, y tener una conducta moral impecable. Algunos de los papeles son representados por el mismo actor durante muchos años, como el caso de Judas Iscariote. Éste teatro en masa es también conocido en otras partes del mundo, lo cual genera la entrada de turismo en estas fechas.
La representación es acompañada, además, por penitentes o por promeseros que pagan mandas por favores recibidos, en ocasiones pagan justos por pecadores; ya que en algunos casos son los niños los que pagan las mandas de sus padres. Al parecer, las mujeres sólo pueden ser promeseras cuando niñas. A ellas las visten de blanco y llevan un velo. Los varones visten una túnica de terciopelo morado, llevan una corona de espino, andan descalzos y siguen la procesión cargando una cruz que apoyan sobre el hombro con un cojín blanco bordado de flores. Estos son conocidos como nazarenos, y tienen que llevar un padrino que los acompañe y les ayude cuando no puedan seguir cargando la cruz.
La procesión concluye el Viernes Santo con la Crucifixión de Cristo en el cerro de la Estrella, alrededor de las tres de la tarde. La tradición oral dice que una vez que el intérprete de Cristo es crucificado, llueve.
Paralelamente a la representación de la Pasión de Cristo tiene lugar la celebración de la Feria del Barro, a la que llegan alfarería, alfareros de diversas partes de la república, en especial, de Michoacán, Estado de México, y Oaxaca alrededor del centro de iztapala para realizar ventas de sus productos.
```
por FRANCISCO MEJÍA  2002-09-30 - 00:00:00 Actualización: 07:45:31
```

Para los vecinos de la Unidad Habitacional Ejército de Oriente en sus cinco secciones las cifras de la Secretaría de Seguridad Pública federal de que por cada colonia existen dos "tienditas" donde se vende droga, no representan nada ante la realidad que viven a diario: casas clandestinas donde lo mismo se vende alcohol, droga y prostitución; atracos a plena luz del día, asalto con armas largas a proveedores de mercancía y devalijamiento de autos y camiones que son secuestrados.
El problema más fuerte lo viven en sus secciones IV ‹por la zona denominada "El hoyo"‹, el Peñón y en la del ISSSTE. Aquí la distribución hormiga de droga (cocaína y marihuana) es conocida por todos.
Los camiones de carga que son robados para quitarles la mercancía, son llevados por un pasillo muy poco frecuentado que corre por esa unidad, sube por la colonia El Paraíso y desemboca en "El Hoyo", ubicado cerca del cráter del Cerro El Peñón del Márquez, al oriente de la Ciudad de México.
Es la delincuencia en todo su apogeo en esa unidad de la delegación Iztapalapa que hace 28 años, cuando fue fundada, sus vecinos creían que habían llegado al paraíso: "todo era bonito, estaba verde, tranquilo, pero de un tiempo acá, digamos diez o quince años, la delincuencia no nos ha dejado en paz", dijo una señora que vive frente al Campus Dos de la Facultad de Estudios Superiores Zaragoza (FES-Z).
El Richard llegó, como todas las tardes, a bordo de su bicicleta al andador dos de Fuerte de Guadalupe, cerca del mercado. Como siempre, llevaba su mochila azul colgada del cuello. Dio vueltas por la explanada de cemento y tierra y, en eso, alguien salió, lo saludo y recibió un paquete. Era la cocaína que cotidianamente reparte en ese punto.
"Todos lo saben, lo sabe la policía, pero nadie hace nada", dijo un vecino que como todos los entrevistados por el reportero prefirió el anonimato por seguridad para él y su familia.
El costo de la grapa de cocaína se cotiza en el lugar en alrededor de 70 pesos, según su calidad. Según se sabe, ésta es traída desde Tepito. Por los dichos de los vecinos, se podría abonar a la existencia del triángulo "Tepito-Iztapalapa-Nezahualcoyotl". "Aquí llegan coches con placas del Estado de México".
A un costado del mercado Niños Héroes, en la sección ISSSTE de esa unidad habitacional, el aire se respira pesado alrededor de las 18:00 horas, que es cuando más se vende la droga. En realidad, es a todas horas del día. La gente que pasa por el lugar lo hace con la cabeza agachada. No quieren mirar para no tener problemas. Los andadores son sumamente angostos. Dentro de la zona habitacional existen varios antros. Uno de esos, donde hay alcohol, prostitución "y algo más", es el conocido como "Las Lichas".
Foto
Su dueña es Lilia Elizabeth Cuesta Veloz y está ubicado en la Primera Cerrada de Lanceros de Oaxaca, número 72, a un lado del Campus Uno de la FES-Z. En meses pasados fue clausurado, pero su dueña lo pasó a otra casa de la unidad, ubicada en andador cuatro de González Ortega número 14.
"Vienen, lo clausuran y abren en otro lado; más tarde levantan los sellos y vuelven a lo mismo. La autoridad lo sabe y no hace nada", se comenta. Otro antro dentro de esa unidad habitacional es el ubicado en el retorno uno de Rifleros de San Luis Potosí, número 11-A. Esta es una casa de planta baja y un piso. A un costado de ésta, sobre el andador dos de Miguel Auza, cuelga una escalera metálica por donde huyen los consumidores en caso de peligro.
Este negocio, al igual que el anterior, fue clausurado y vuelto a abrir una y otra vez; se vende droga, alcohol y cerveza. La última clausura ocurrió en febrero del presente año y duró escasos tres meses. Su dueño es David Suárez García. En meses pasados, la policía llegó y sacó del lugar a "muchos jóvenes en estado inconveniente".
En ese punto y sus alrededores hay mucha droga, según los comentarios de los vecinos. Los puntos de venta de droga y alcohol son muchos. Los vecinos los ennumeran uno a uno en voz baja. Al inicio hay miedo, pero después ya nadie los detiene en sus denuncias. Estas, tienen su contraparte: "las autoridades no hacen nada".
Si los entrevistados son perredistas e integrantes del Comité Vecinal, la situación que en esa unidad se vive es "normal" y de "plena tranquilidad". Una de ellas dice: "aquí todo ha cambiado, las autoridades están tomando cartas en el asunto".
Es cierto, la vigilancia en las pocas calles que rodean la sección ISSSTE es evidente. A la patrulla 02019 se le ve dar rondines en el lugar. No obstante ello, la delincuencia ha aprendido a "torearla".
Para uno de los integrantes de la Mesa Directiva del mercado Niños Héroes, los delincuentes "están más preparados que uno". En el lugar suele ser cotidiano el robo a clientes y proveedores: "sí, hay vigilancia, pero ellos saben muy bien cuándo llega y cuándo se va ésta". Además de que los delincuentes "conocen las leyes". Pone un ejemplo: "No hace mucho llegó una banda a asaltar la farmacia. Todos llevaban armas, rompieron vidrios, le pegaron al dueño y hubo amenazas de muerte. Llegó la policía y los persiguió, agarraron a algunos, pero uno de ellos dijo "llévenme, lo más que me pueden detener son 48 horas y salgo". Y sí, al rato ya andaba por aquí".
Foto
Cuando esto sucede, las represalias no se hacen esperar. Así y aunado al tiempo que tardan en el ministerio público, la gente prefiere no hacer la denuncia correspondiente.
"Y si fue un robo el MP nos dice '¿qué, sólo por eso lo traes?', pagan la multa y los echan afuera". O también, la delincuencia tiene su propia protección al interior de la unidad. Según algunos vecinos, es la que les otorga un elemento de la PGJDF de nombre Sergio, quien conduce la patrulla 2451. "Se llevan a los delincuentes a la agencia del ministerio público número 44 y él va y los saca".
Otro antro en esa zona es la tienda Gaby. Adentro venden cerveza y afuera se expende la droga. Esta se localiza entre el andador cinco y seis de Fuerte de Guadalupe. Aquí los delincuentes se dedican frecuentemente a romper las lámparas del alumbrado público. Los asaltos son a cualquier hora del día. Cerca de este punto, la venta de droga es una constante: en el andador J. González Ortega, en la explanada de la escuela Ignacio Chávez y cerca de la Castro Leal. A cualquier hora del día, coinciden las denuncias.
Un último punto es el que se localiza en la esquina del andador cinco y Fuerte de Guadalupe. Aquí ha habido tiros y se vende mucho alcohol.
Los testimonios de vecinos en la sección el Peñón de la unidad habitacional Ejército de Oriente son vastos y recuerdan todo: desde venta de armas largas hasta venta de droga; desde atracos a tráileres y camiones con mercancía, hasta atracos a microbuses. La venta de droga es a cualquier hora y en puntos definidos. En esta sección, la delincuencia es más constante, más peligrosa. No en balde este punto es considerado por las autoridades de Iztapalapa como uno de los más peligrosos dentro de un conjunto de 17 colonias, (La Crónica, 17 de abril de 2001). Es parte de los 152 puntos de venta de droga en la delegación y se encuentra dentro de un poco más de 50 colonias donde la venta de droga es permanente. Frente al Campus dos de la FES-Z, los vecinos lo dicen: "aquí hay mucha venta de droga, el gobierno lo sabe, pero no hace nada".
Foto
Una mujer afirma: "hay muchos robos en el día". Otra: "desde hace bastante tiempo nos habían dicho que aquí iban a poner un módulo de la policía, pero a la fecha nada". Y otra más: "a las siete de la noche, aquí ya no se pude salir de la casa, pues es muy peligroso".
En la esquina del retorno uno de Legión del Norte, los mismos delincuentes de la zona colocaron un altar a San Judas: "es el santo que los protege", dice una vecina. Ella misma, segura de lo que habla, orienta al reportero: "por ese andador no se vaya, es sumamente peligroso, atracan a cualquier hora". En esta sección poco se ve a la policía. Ella misma señaló: "ahí, junto a la cancha, se distribuye la droga; es gente que se ve que viene de otro lado. La policía sabe los puntos donde se distribuye, pero no hace nada".
Junto a esta sección habitacional pasa todo. Es la zona denominada "El Hoyo". Punto al que ningún taxi quiere ir. La zona es muy peligrosa, argumentan los choferes. Los delincuentes, dicen abajo, destruyen los caminos y las pocas lámparas del lugar.
Alrededor de "El Hoyo" se encuentran las colonias Agua Prieta, Paraíso y el fraccionamiento Álvaro Obregón. Es tierra de nadie. Aquí, cerca de "El Hoyo", en la calle de Exploradores, fue donde en abril de hace dos años asesinaron al agente de la Policía Judicial, Armando Batalla López. Los vecinos recuerdan el hecho: "un vago de por ahí lo mato a balazos después de haber discutido sobre la posesión de droga", dijo un vecino.
Foto
Desde 1998, el entonces delegado político, Ramón Sosamontes, había alertado ante el riesgo de que Iztapalapa se convirtiera en la "bodega del narcotráfico". Y es que, en ese entonces, las autoridades habían desmantelado sendas bodegas de droga localizadas en la colonia Renovación y la unidad habitacional Vicente Guerrero.
Precisamente los focos rojos sobre la distribución de la droga están prendidos en la zona oriente de esa demarcación: Unidad Ermita Iztapalapa, Santa Martha Acatitla, Ejércitos de Oriente y Constitucionalista y casi todas las colonias de la Sierra de Santa Catarina. En Ejército de Oriente, "la vida en un andador es un peligro", definió una vecina.